# Missulena torbayensis
Espèce
Missulena torbayensis est une espèce d'araignées mygalomorphes de la famille des Actinopodidae.

## Distribution
Cette espèce est endémique d'Australie-Occidentale.

## Étymologie
Son nom d'espèce, composé de torbayensis et du suffixe latin -ensis, « qui vit dans, qui habite », lui a été donné en référence au lieu de sa découverte, Torbay.

## Publication originale
- Main, 1996 : Biosystematics of Australian mygalomorph spiders: description of a new species of Missulena from southwestern Australia (Araneae: Mygalomorphae: Actinopodidae). Records of the Australian Museum, vol. 17, p. 355-359 (texte intégral).